# Jake Williams
Jake Williams (Brighton, 1974) is een Britse houseproducer. Hij werd in de jaren negentig vooral bekend onder de naam JX. Daarmee maakte hij de hits Son Of A Gun (1994), You Belong To Me (1995) en There's Nothing I Won't Do (1996). Vanaf 2004 maakte hij een metamorfose naar Rex the Dog, waarmee hij electro ging produceren en een personage van zichzelf maakte met de fictieve hond Rex. Williams was ook betrokken bij de hit Bullet In The Gun van Paul Oakenfold.

## JX
Williams begon als tiener met produceren en beproefde zijn geluk door demobandjes te sturen aan diverse labels. In 1994 lukte het hem daarmee een deal te krijgen bij Hooj Choons voor het nummer Son Of A Gun (1994). Dit nummer groeide direct uit tot een hit in meerdere landen. Een jaar later was het opnieuw raak met You Belong to Me (1995), dat hij opnam met zangeres Shèna. Dit werd zijn grootste hit in Nederland. There's Nothing I Won't Do (1996) deed het in Nederland maar matig, maar werd wereldwijd zijn grootste hit. In 2004 werd het opnieuw een hit door een coverversie van Special D. In 1997 volgt nog Close to Your Heart. Daarna verliest hij de motivatie om nog meer JX-hits te maken. Van het geld van zijn hits koopt hij een appartement, met het idee dat hij minder inkomsten nodig heeft om te leven. Hij raakt daarna betrokken bij het tranceproject Planet Perfecto van Paul Oakenfold. Voor hem schrijft hij het nummer Bullet In The Gun, dat in eigen land tot twee keer toe een hit wordt. Ook maakt hij als Mekka de tranceplaat Daimondblack (2000). Daarna treft het noodlot hem als hij leukemie krijgt. Daardoor moet hij een beenmergtransplantatie ondergaan en is hij twee jaar uit de running. Hij pakt het produceren weer op met het nummer Restless. Dit nummer maakt in 2002 onder de naam Oblik, maar het kan door juridische problemen rondom samples een tijd lang niet verschijnen. In 2004 krijgt het nummer een herkansing onder zijn oude naam JX, en het wordt het een hit in eigen land.

## Rex The Dog
In 2004 neemt hij afscheid van trance en gooit hij het over een hele andere boeg. Als Rex The Dog maakt hij electro. Zijn singles worden daarbij opgesierd door cartooneske hoezen en videoclips waarmee hij een personage van zichzelf creëert met de imaginaire hond Rex, die als assistent fungeert. Aanvankelijk blijft zijn ware identiteit onbekend en weigert hij interviews te geven. Vanaf dat het bekend wordt dat een nieuw project van Williams is, geeft hij meer openheid. De singles worden uitgebracht op labels als Kompakt en Kitsuné Music. Hij staat daarmee ook op diverse festivals. Ook maakt hij remixen voor Depeche Mode, The Knife, The Prodigy en Röyksopp. In 2008 verschijnt het album The Rex The Dog Show. Dit zou aanvankelijk op Kompakt verschijnen. Bij het label past het album echter pas na een jaar in het schema. Williams wil er niet op wachten en richt daarom Hundehaus Records op, waarop het album verschijnt. De jaren daarna blijven er vooral singles en ep's verschijnen. Plannen voor een nieuw album komen er niet omdat het hem naar eigen zeggen niet ligt ze te produceren. Vanaf 2017 ook weer op Kompakt. In 2011 maakt hij met Kris Menace het nummer Pow!!. In 2016 maakt hij een remix van de klassieker Go van Moby.

## Discografie
| Single met eventuele hitnotering(en) in de Nederlandse Top 40 | Datum van verschijnen | Datum van binnenkomst | Hoogste positie | Aantal weken | Opmerkingen                                    |
| ------------------------------------------------------------- | --------------------- | --------------------- | --------------- | ------------ | ---------------------------------------------- |
| Son of a Gun                                                  | 1994                  | 11-06-1994            | 35              | 3            | als XJ / Dancesmash op Radio 538               |
| You Belong to Me                                              | 1995                  | 27-05-1995            | 11              | 6            | als XJ / Alarmschijf / Dancesmash op Radio 538 |
| There's Nothing I Won't Do                                    |                       | 22-06-1996            | tip4            | -            | als XJ / Dancesmash op Radio 538               |
| Restless                                                      |                       | 12-06-2004            | tip8            | -            | als XJ / Dancesmash op Radio 538               |

### Albums
- Rex The Dog - The Rex The Dog Show (2008)